# Nobelgatan

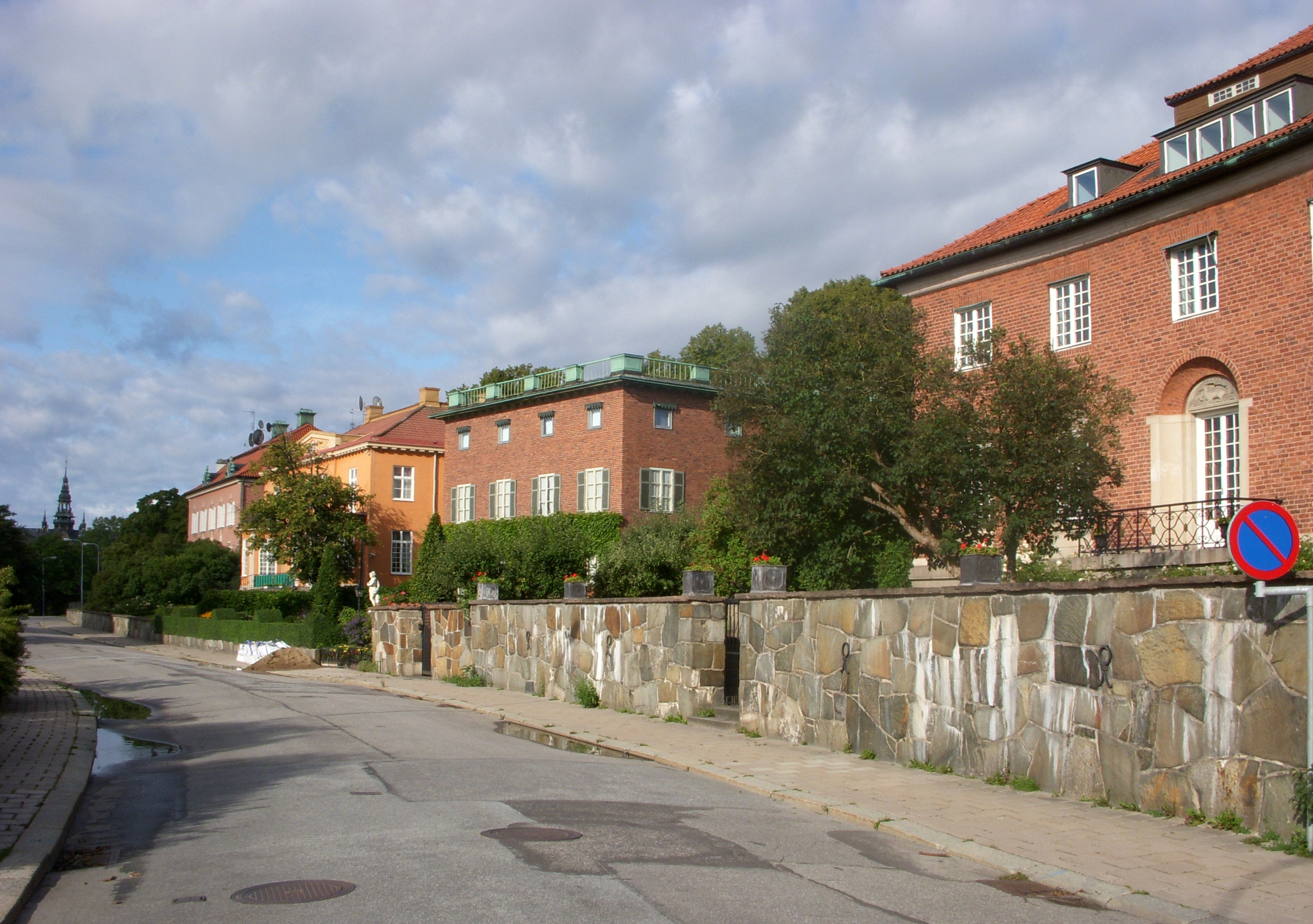
Nobelgatan mot sydväst, augusti 2008.

Nobelgatan är en gata på Östermalm i Stockholms innerstad. Nobelgatan börjar i väst vid Strandvägens slut och leder genom Diplomatstaden.
Nobelgatan fick sitt namn efter Nobelprisets instiftare Alfred Nobel. År 1911 hade arkitekt Ferdinand Boberg tagit fram ritningar till ett monumentalt Nobelpalats, som skulle uppföras i nuvarande Nobelparken, därav blev det dock inget. Det som idag påminner om dessa storslagna planer är namnen "Nobelparken" och "Nobelgatan", som bestämdes år 1912.
Idag förknippas Nobelgatan även med ett “nobelt “ bostadsområde, Diplomatstaden, som stadsplanerades 1914 av Per Olof Hallman. Här finns ett dussintal högreståndsvillor, som grupperar sig längs den svängda Nobelvägen vid Djurgårdsbrunnsvikens strand.  Däribland "Villa Geber", "Tryggerska villan", "Tillbergska villan", "Villa Bonnier" och "Bünsowska villan". Från efterkrigstiden har en stor del av villorna disponeras av diplomater.